# Aveleda (Bragança)
Aveleda é uma povoação portuguesa do Município de Bragança que foi sede da extinta Freguesia de Aveleda, freguesia que tinha 62,2 km² de área e 196 habitantes (2011), e, por isso, uma densidade populacional de 3,2 hab/km².
A Freguesia de Aveleda foi extinta em 2013, no âmbito de uma reforma administrativa nacional, tendo sido agregada à Freguesia de Rio de Onor para formar uma nova freguesia denominada União das Freguesias de Aveleda e Rio de Onor da qual é a sede.

## População
| População da freguesia de Aveleda (1864 – 2011) | População da freguesia de Aveleda (1864 – 2011) | População da freguesia de Aveleda (1864 – 2011) | População da freguesia de Aveleda (1864 – 2011) | População da freguesia de Aveleda (1864 – 2011) | População da freguesia de Aveleda (1864 – 2011) | População da freguesia de Aveleda (1864 – 2011) | População da freguesia de Aveleda (1864 – 2011) | População da freguesia de Aveleda (1864 – 2011) | População da freguesia de Aveleda (1864 – 2011) | População da freguesia de Aveleda (1864 – 2011) | População da freguesia de Aveleda (1864 – 2011) | População da freguesia de Aveleda (1864 – 2011) | População da freguesia de Aveleda (1864 – 2011) | População da freguesia de Aveleda (1864 – 2011) |
| ----------------------------------------------- | ----------------------------------------------- | ----------------------------------------------- | ----------------------------------------------- | ----------------------------------------------- | ----------------------------------------------- | ----------------------------------------------- | ----------------------------------------------- | ----------------------------------------------- | ----------------------------------------------- | ----------------------------------------------- | ----------------------------------------------- | ----------------------------------------------- | ----------------------------------------------- | ----------------------------------------------- |
| 1864                                            | 1878                                            | 1890                                            | 1900                                            | 1911                                            | 1920                                            | 1930                                            | 1940                                            | 1950                                            | 1960                                            | 1970                                            | 1981                                            | 1991                                            | 2001                                            | 2011                                            |
| 483                                             | 428                                             | 444                                             | 526                                             | 505                                             | 494                                             | 510                                             | 606                                             | 696                                             | 679                                             | 604                                             | 492                                             | 335                                             | 253                                             | 196                                             |

## Aldeias
A freguesia é composta por duas aldeias:
- Aveleda
- Varge

## Geografia
A freguesia, na sua totalidade, pertence ao Parque Natural de Montesinho. 
O Rio Igrejas nasce na Serra de Montesinho, nesta freguesia, dividindo a aldeia de Varge a meio. Este rio vai mais tarde desaguar ao Rio de Onor, na aldeia de Gimonde, e este desagua no Rio Sabor, também na mesma aldeia.
O Rio Calabor nasce em Espanha e vai dividir a aldeia de Aveleda a meio. Este rio vai mais tarde desaguar ao Rio Sabor, entre as freguesias de Meixedo e de Rabal.

## Património

### Aveleda
- Igreja Paroquial de São Cipriano
- Capela de São Sebastião

### Varge
- Igreja de São Miguel